# Екере (лен Вестра-Йоталанд)
Екере (швед. Öckerö) — містечко (tätort, міське поселення) у центральній Швеції в лені Вестра-Йоталанд. Адміністративний центр комуни  Екере.

## Географія
Містечко знаходиться у західній частині лена Вестра-Йоталанд за 494 км на південний захід від Стокгольма.

## Історія
Поселення знаходиться на однойменному острові, який розташований у північному архіпелазі Гетеборга. До острова можна дістатися з сусідніх островів Гене і Гельсе, які з'єднані мостами з Екере.

## Герб міста
Герб прийнято 1956 року управою ландскомуни Екере, але він не мав офіційного королівського затвердження. 
У синьому полі 10 срібних сардин у 4 ряди (3:2:3:2), у відділеній шипоподібно срібній главі — синій човен.
Сардини та човен символізують риболовецькі промисли, які є основним видом заняття місцевих мешканців. 10 сардин уособлюють 10 островів, які входять до складу комуни.
Після адміністративно-територіальної реформи, проведеної в Швеції на початку 1970-х років, муніципальні герби стали використовуватися лишень комунами. Цей герб був 1971 року перебраний для нової комуни Екере. 

## Населення
Населення становить 3 594 мешканців (2018). 

## Спорт
У поселенні базується футбольний клуб Екерес ІФ та інші спортивні організації. 

## Галерея

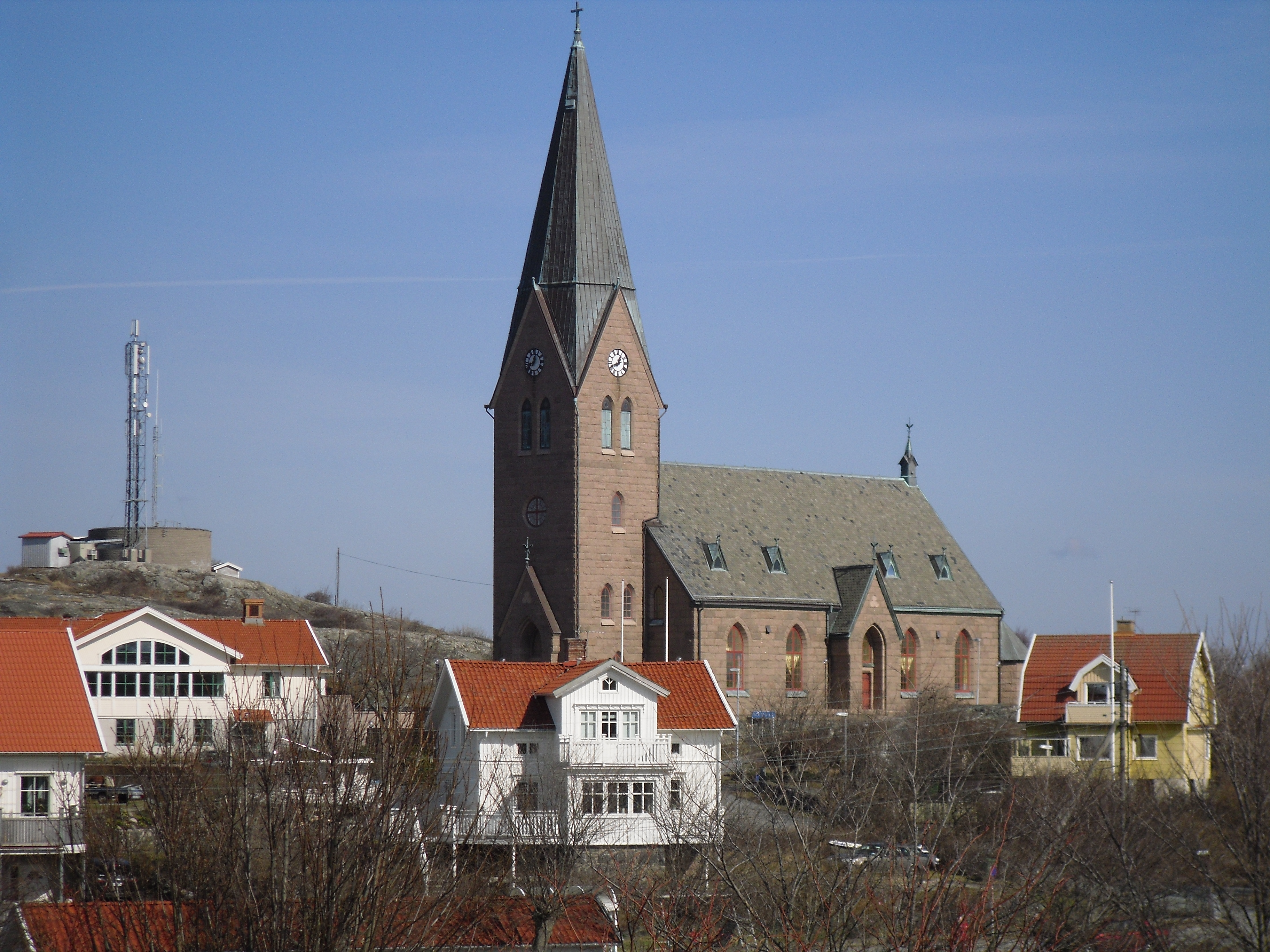
Церква
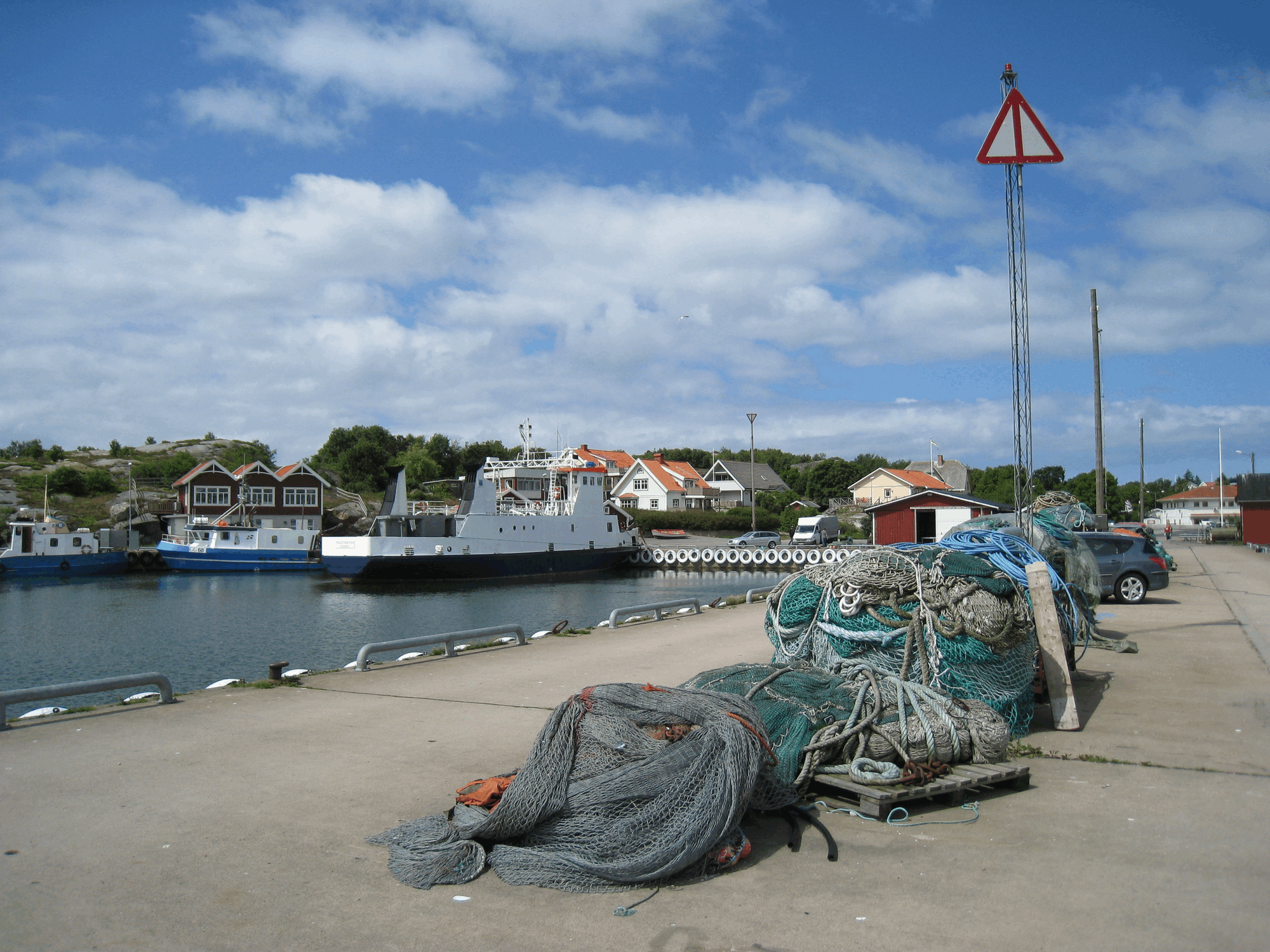
В порту
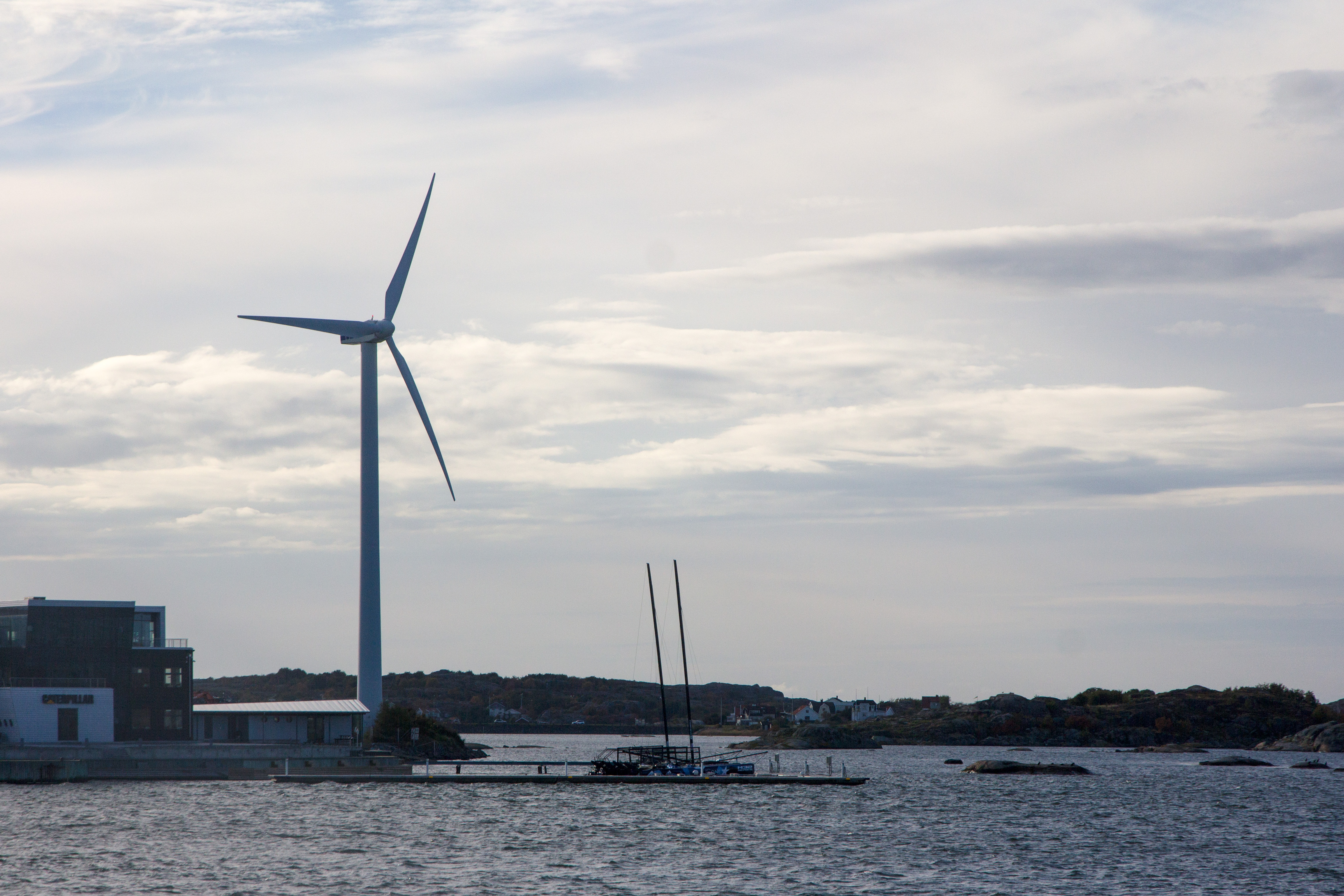
У центрі міста

## Покликання
- Сайт комуни Екере[недоступне посилання з серпня 2019]